# Dwerghoningzuiger
De dwerghoningzuiger (Leptocoma minima; synoniem: Nectarinia minima) is een zangvogel uit de familie Nectariniidae (honingzuigers).

## Verspreiding en leefgebied
Deze soort is endemisch in zuidwestelijk India.